# Smertrios
Smertrios era un dio celtico diffuso in Gallia e in Norico, forse legato alla guerra, in quanto chiamato Marte dai Romani e dal fatto che il suo nome significa il provvidente.  Dalla radice si può identificare un insieme di campi semantici, accomunati dalla vicinanza al termine morte nelle varie lingue slave (pol. śmierć, ceco smrt, rus. смерть).  Mṛtyú (devanāgarī : मृत्यु) è un termine sanscrito vedico che indica la morte e la sua personificazione in un deva.  

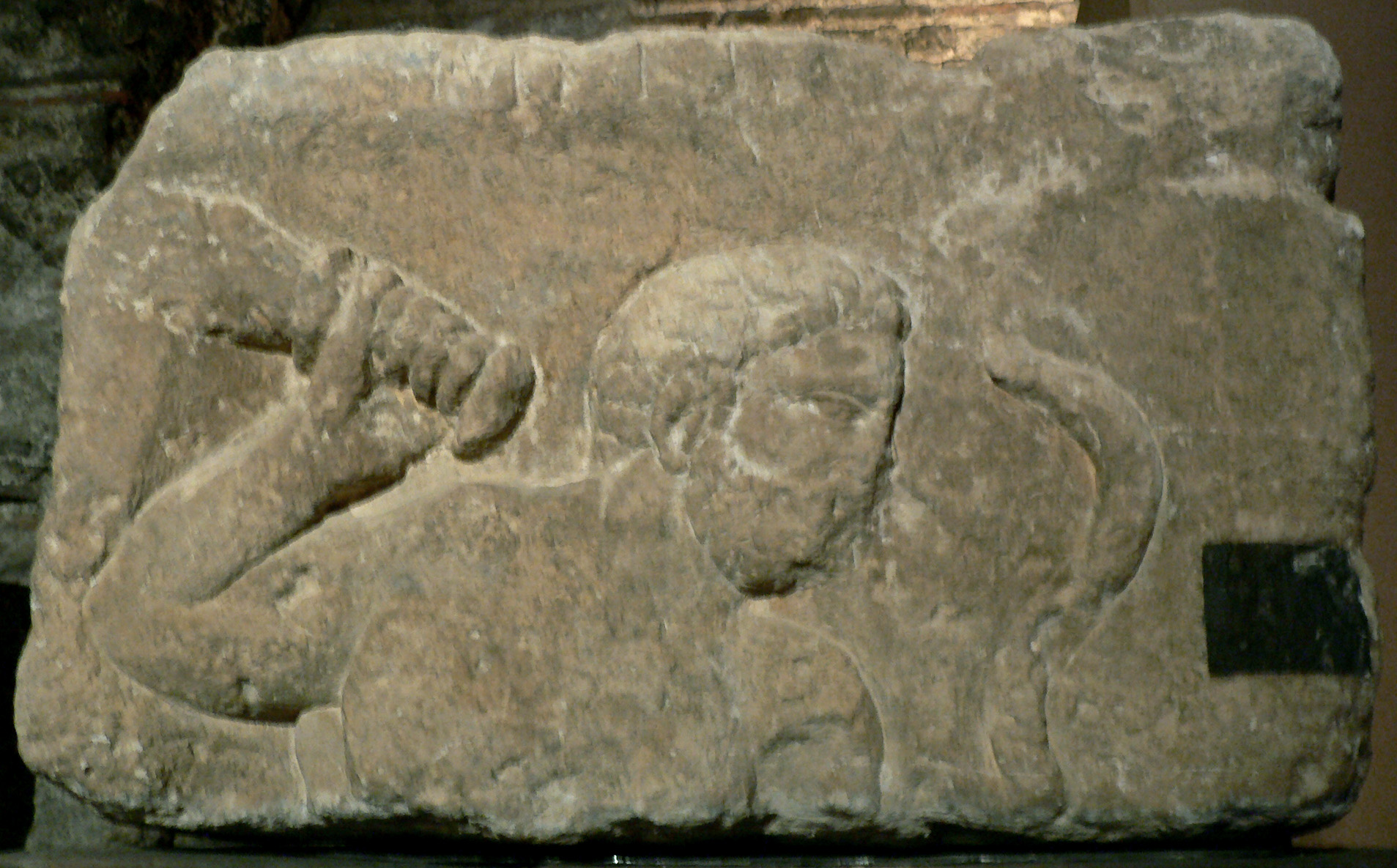
Smertrios con una falce o una torcia.

Sul pilastro dei nauti conservato a Parigi egli è raffigurato come un uomo muscoloso e barbuto con un falcetto in mano in atto di uccidere un serpente su di un albero. Sua moglie era Ancamna. I Romani lo identificavano con Ercole o con Marte.

## Fonti
- Dictionary of Celtic Myth and Legend. Miranda Green. Thames and Hudson Ltd. London. 1997